# Mistrzostwa Świata w Hokeju na Lodzie 2008 (I Dywizja)
Mistrzostwa Świata w Hokeju na Lodzie I dywizji 2008 odbyły się w dwóch państwach: Austrii (Innsbrucku) oraz w Japonii (Sapporo). Zawody odbyły się w dniach 13-19 kwietnia 2008 roku. 
W tej części mistrzostw uczestniczyło 12 drużyn, które podzielone zostały na dwie grupy, w których rozgrały mecze systemem każdy z każdym. Do elity awansowały reprezentacje: Austrii oraz Węgier. Do II dywizji spadły reprezentacje: Korei Południowej oraz Estonii.
Hale w których odbywały się zawody to:
- TWK Arena (Innsbruck)
- Tsukisamu Sapporo Arena (Sapporo)

## Grupa A

### Wyniki
| 13 kwietnia 2008 | Holandia | 3:6 | Kazachstan | TWK Arena |

| Szczegóły      | Szczegóły                                                              | Szczegóły       | Szczegóły | Szczegóły                                    |
| -------------- | ---------------------------------------------------------------------- | --------------- | --- | -------------------------------------------- |
| Godzina: 13:30 | J. Schaafsma 13:31 (PP) J. Schaafsma 28:52 (EQ) B. Willemse 47:31 (EQ) | (1:3, 1:0, 1:3) | 03:52 (PP) A. Sawczenko 09:57 (EQ) I. Sołariew 19:47 (PP) M. Bielajew 41:59 (EQ) L. Krutochwostow 45:07 (EQ) L. Krutochwostow 59:35 (EN) A. Wiatkin | Widzów: 1354 Sędzia główny: Christian Oswald |

| 13 kwietnia 2008 | Wielka Brytania | 1:2 pk. | Polska | TWK Arena |

| Szczegóły      | Szczegóły              | Szczegóły                 | Szczegóły                                     | Szczegóły                                   |
| -------------- | ---------------------- | ------------------------- | --------------------------------------------- | ------------------------------------------- |
| Godzina: 17:00 | G. Chambers 26:14 (EQ) | (0:1, 1:0, 0:0, 0:0, 0:1) | 15:11 (EQ) M. Urbanowicz 65:00 (PS) K. Zapała | Widzów: 2490 Sędzia główny: Miroslav Jebavy |

| 13 kwietnia 2008 | Korea Południowa | 0:8 | Austria | TWK Arena |

| Szczegóły      | Szczegóły | Szczegóły       | Szczegóły | Szczegóły                                    |
| -------------- | --------- | --------------- | --- | -------------------------------------------- |
| Godzina: 20:30 |           | (0:3, 0:4, 0:1) | 01:48 (EQ) C. Brandner 04:27 (EQ) R. Kaspitz 17:23 (PP) D. Kalt 24:23 (EQ) T. Koch 28:17 (EQ) T. Raffl 32:59 (EQ) C. Brandner 35:38 (EQ) O. Setzinger 40:52 (PP) M. Oraze | Widzów: 3100 Sędzia główny: Tommy Soestumoen |

| 14 kwietnia 2008 | Polska | 6:4 | Holandia | TWK Arena |

| Szczegóły      | Szczegóły | Szczegóły | Szczegóły                                                                                | Szczegóły                                    |
| -------------- | --- | --------- | ---------------------------------------------------------------------------------------- | -------------------------------------------- |
| Godzina: 13:30 | L. Laszkiewicz 03:35 (PP) M. Kolusz 11:54 (EQ) L. Laszkiewicz 24:25 (SH) A. Labryga 40:56 (EQ) M. Urbanowicz 42:09 (EQ) A. Borzęcki 51:53 (PP) |           | 10:29 (EQ) N. de Jong 19:59 (EQ) M. Korthuis 27:49 (PS) Stienstra 59:55 (PS) B. Smulders | Widzów: 1090 Sędzia główny: Tommy Soestumoen |

| 14 kwietnia 2008 | Kazachstan | 5:1 | Korea Południowa | TWK Arena |

| Szczegóły      | Szczegóły | Szczegóły       | Szczegóły            | Szczegóły                                |
| -------------- | --- | --------------- | -------------------- | ---------------------------------------- |
| Godzina: 17:00 | A. Łakiza 02:04 (PP) A. Gawrilin 15:37 (EQ) J. Fadiejew 39:25 (EQ) A. Gawrilin 44:09 (EQ) A. Woroncow 45:20 (EQ) | (2:0, 1:0, 2:1) | 52:45 (EQ) Kim K. S. | Widzów: 1270 Sędzia główny: Igor Dremelj |

| 14 kwietnia 2008 | Austria | 10:5 | Wielka Brytania | TWK Arena |

| Szczegóły      | Szczegóły | Szczegóły       | Szczegóły                                                                                                 | Szczegóły                                    |
| -------------- | --- | --------------- | --- | -------------------------------------------- |
| Godzina: 20:30 | M. Pewal 02:55 (EQ) R. Kaspitz 08:23 (EQ) G. Gruber 13:21 (EQ) O. Setzinger 16:04 (PP) T. Koch 23:38 (EQ) G. Unterluggauer 25:59 (PP) T. Vanek 33:33 (EQ) T. Vanek 41:07 (PP) O. Setzinger 42:08 (EQ) T. Vanek 49:46 (PP) | (4:3, 3:0, 3:2) | 07:55 (PP) G. Chambers 14:23 (PP) A. Tait 17:57 (EQ) T. Watkins 42:52 (PP) J. Weaver 56:17 (PP) D. Clarke | Widzów: 3100 Sędzia główny: Christian Oswald |

| 16 kwietnia 2008 | Korea Południowa | 1:4 | Wielka Brytania | TWK Arena |

| Szczegóły      | Szczegóły            | Szczegóły       | Szczegóły                                                                            | Szczegóły                               |
| -------------- | -------------------- | --------------- | ------------------------------------------------------------------------------------ | --------------------------------------- |
| Godzina: 13:30 | Cho M. H. 50:43 (EQ) | (0:1, 0:1, 1:2) | 01:29 (EQ) D. Clarke 31:39 (EQ) D. Longstaff 46:52 (EQ) D. Meyers 58:13 (SH) A. Tait | Widzów: 897 Sędzia główny: Igor Dremelj |

| 16 kwietnia 2008 | Polska | 3:4 pk. | Kazachstan | TWK Arena |

| Szczegóły      | Szczegóły                                                          | Szczegóły                 | Szczegóły                                                                                   | Szczegóły                                    |
| -------------- | ------------------------------------------------------------------ | ------------------------- | ------------------------------------------------------------------------------------------- | -------------------------------------------- |
| Godzina: 17:00 | K. Zapała 40:49 (EQ) L. Laszkiewicz 48:27 (EQ) M. Jaros 56:30 (EQ) | (0:1, 0:1, 3:1, 0:0, 0:1) | 09:40 (PP) A. Gawrilin 22:17 (EQ) A. Spiridonow 44:20 (EQ) J. Uszkow 65:00 (PS) K. Kasatkin | Widzów: 2132 Sędzia główny: Tommy Soestumoen |

| 16 kwietnia 2008 | Austria | 5:1 | Holandia | TWK Arena |

| Szczegóły      | Szczegóły                                                                                             | Szczegóły       | Szczegóły            | Szczegóły                                   |
| -------------- | --- | --------------- | -------------------- | ------------------------------------------- |
| Godzina: 20:30 | P. Lukas 20:57 (EQ) C. Brandner 43:58 (PP) D. Kalt 47:01 (PP) T. Vanek 52:48 (EQ) T. Vanek 54:08 (EQ) | (0:0, 1:1, 4:0) | 33:58 (EQ) Stienstra | Widzów: 3100 Sędzia główny: Miroslav Jebavy |

| 18 kwietnia 2008 | Wielka Brytania | 8:1 | Holandia | TWK Arena |

| Szczegóły      | Szczegóły | Szczegóły       | Szczegóły               | Szczegóły                                |
| -------------- | --- | --------------- | ----------------------- | ---------------------------------------- |
| Godzina: 13:30 | G. Owen 05:36 (EQ) J. Phillips 11:15 (EQ) G. Owen 28:34 (PP) J. Weaver 34:04 (EQ) G. Chambers 36:25 (EQ) T. Watkins 37:45 (EQ) G. Chambers 40:36 (SH) G. Owen 47:59 (EQ) | (2:0, 4:0, 2:1) | 59:02 (PP) B. Teunissen | Widzów: 1249 Sędzia główny: Igor Dremelj |

| 18 kwietnia 2008 | Polska | 4:1 | Korea Południowa | TWK Arena |

| Szczegóły      | Szczegóły                                                                               | Szczegóły       | Szczegóły            | Szczegóły                                    |
| -------------- | --------------------------------------------------------------------------------------- | --------------- | -------------------- | -------------------------------------------- |
| Godzina: 17:00 | K. Zapała 26:27 (PP) M. Jaros 37:15 (EQ) J. Różański 50:54 (EQ) S. Kowalówka 56:39 (EQ) | (0:0, 2:1, 2:0) | 24:18 (EQ) Kim K. H. | Widzów: 2005 Sędzia główny: Christian Oswald |

| 18 kwietnia 2008 | Kazachstan | 3:4 | Austria | TWK Arena |

| Szczegóły      | Szczegóły                                                                      | Szczegóły       | Szczegóły                                                                           | Szczegóły                                   |
| -------------- | ------------------------------------------------------------------------------ | --------------- | ----------------------------------------------------------------------------------- | ------------------------------------------- |
| Godzina: 20:30 | L. Krutochwostow 13:34 (EQ) A. Ogorodnikow 30:50 (EQ) W. Kolesnikow 46:59 (EQ) | (1:1, 1:2, 1:1) | 01:14 (EQ) M. Ulrich 30:07 (SH) D. Kalt 35:43 (SH) D. Welser 56:51 (PP) C. Brandner | Widzów: 3200 Sędzia główny: Miroslav Jebavy |

| 19 kwietnia 2008 | Holandia | 6:5 pd. | Korea Południowa | TWK Arena |

| Szczegóły      | Szczegóły | Szczegóły            | Szczegóły                                                                                                 | Szczegóły                                   |
| -------------- | --- | -------------------- | --- | ------------------------------------------- |
| Godzina: 13:30 | C. van Schagen 03:56 (EQ) M. Kars 15:43 (EQ) J. Schaafsma 26:53 (EQ) B. Smulders 30:18 (EQ) D. Stienstra 58:59 (EQ) J. Schaafsma 64:23 (EQ) | (2:1, 2:3, 1:1, 1:0) | 02:52 (EQ) Cho M. H. 28:07 (EQ) Park W. S. 33:30 (PP) Cho M. H. 37:11 (EQ) Lee Y. J. 53:05 (EQ) Kim K. S. | Widzów: 1890 Sędzia główny: Miroslav Jebavy |

| 19 kwietnia 2008 | Kazachstan | 3:1 | Wielka Brytania | TWK Arena |

| Szczegóły      | Szczegóły                                                               | Szczegóły       | Szczegóły            | Szczegóły                                    |
| -------------- | ----------------------------------------------------------------------- | --------------- | -------------------- | -------------------------------------------- |
| Godzina: 17:00 | A. Spiridonow 12:34 (EQ) A. Spiridonow 54:42 (EQ) A. Wiatkin 55:14 (EQ) | (1:1, 0:0, 2:0) | 06:28 (PP) D. Clarke | Widzów: 2400 Sędzia główny: Christian Oswald |

| 19 kwietnia 2008 | Austria | 7:3 | Polska | TWK Arena |

| Szczegóły      | Szczegóły | Szczegóły       | Szczegóły                                                           | Szczegóły                                    |
| -------------- | --- | --------------- | ------------------------------------------------------------------- | -------------------------------------------- |
| Godzina: 20:30 | J. Rebek 11:31 (EQ) D. Kalt 23:13 (PP) G. Unterluggauer 23:36 (PP) D. Kalt 26:45 (EQ) D. Welser 31:55 (EQ) P. Lukas 39:10 (EQ) G. Unterluggauer 50:04 (PP) | (1:1, 5:0, 1:2) | 13:00 (EQ) M. Kolusz 45:00 (EQ) M. Urbanowicz 51:53 (EQ) A. Labryga | Widzów: 3200 Sędzia główny: Tommy Soestumoen |

### Tabela
Lp. = lokata, M = liczba rozegranych spotkań, W = Wygrane, WpD = Wygrane po dogrywce lub karnych, PpD = Porażki po dogrywce lub karnych, P = Porażki, G+ = Gole strzelone, G- = Gole stracone, Pkt = Liczba zdobytych punktów
| Lp. | Drużyna          | M | W | WpD | PpD | P | G+ | G- | Pkt |
| --- | ---------------- | - | - | --- | --- | - | -- | -- | --- |
| 1.  | Austria          | 5 | 5 | 0   | 0   | 0 | 34 | 12 | 15  |
| 2.  | Kazachstan       | 5 | 3 | 1   | 0   | 1 | 21 | 12 | 11  |
| 3.  | Polska           | 5 | 2 | 1   | 1   | 1 | 18 | 17 | 9   |
| 4.  | Wielka Brytania  | 5 | 2 | 0   | 1   | 2 | 19 | 17 | 7   |
| 5.  | Holandia         | 5 | 0 | 1   | 0   | 4 | 15 | 30 | 2   |
| 6.  | Korea Południowa | 5 | 0 | 0   | 1   | 4 | 8  | 27 | 1   |

### Statystyki
| Lp. | Zawodnik           | Mecze | Gole | Strzały |
| --- | ------------------ | ----- | ---- | ------- |
| 1.  | Dieter Kalt        | 5     | 5    | 18      |
| 1.  | Thomas Vanek       | 5     | 5    | 23      |
| 3.  | Christoph Brandner | 5     | 4    | 18      |
| 3.  | Greg Chambers      | 5     | 4    | 15      |
| 3.  | Jamie Schaafsma    | 5     | 4    | 13      |

| Lp. | Zawodnik         | Asysty |
| --- | ---------------- | ------ |
| 1.  | Oliver Setzinger | 8      |
| 2.  | Greg Chambers    | 7      |
| 2.  | Thomas Koch      | 7      |
| 4.  | Dieter Kalt      | 6      |
| 5.  | David Clarke     | 5      |

| Lp. | Zawodnik         | Mecze | Gole | Asysty | Punkty |
| --- | ---------------- | ----- | ---- | ------ | ------ |
| 1.  | Dieter Kalt      | 5     | 5    | 6      | 11     |
| 2.  | Greg Chambers    | 5     | 4    | 7      | 11     |
| 3.  | Oliver Setzinger | 5     | 3    | 8      | 11     |
| 4.  | Thomas Vanek     | 5     | 5    | 5      | 10     |
| 5.  | Thomas Koch      | 5     | 2    | 7      | 9      |

| Lp. | Zawodnik           | Punkty |
| --- | ------------------ | ------ |
| 1.  | Jeremy Rebek       | +7     |
| 2.  | Adam Borzęcki      | +6     |
| 2.  | Grzegorz Piekarski | +6     |
| 2.  | Oliver Setzinger   | +6     |
| 2.  | Martin Ulrich      | +6     |

| Lp. | Zawodnik          | Mecze | Kary |
| --- | ----------------- | ----- | ---- |
| 1.  | Roman Starczenko  | 5     | 25   |
| 2.  | Steve Mason       | 5     | 14   |
| 2.  | Aleksiej Woroncow | 5     | 14   |
| 4.  | Grzegorz Pasiut   | 5     | 12   |
| 5.  | Simon de Wit      | 4     | 10   |

| Lp. | Zawodnik               | GAA  | Obrona |
| --- | ---------------------- | ---- | ------ |
| 1.  | Stephen Murphy         | 2.40 | 93.33% |
| 2.  | Siergiej Oguriesznikow | 2.23 | 88.89% |
| 3.  | Phil Groeneveld        | 5.73 | 85.41% |
| 4.  | Rafał Radziszewski     | 3.91 | 83.52% |
| 5.  | Son Ho-seung           | 5.21 | 82.68% |

### Nagrody indywidualne
Dyrektoriat turnieju wybrał trójkę najlepszych zawodników, po jednej na każdej pozycji:
- Bramkarz:  Siergiej Oguriesznikow
- Obrońca:  Artiom Argokow
- Napastnik:  Dieter Kalt

Najlepszy zawodnik reprezentacji Polski na turnieju (wskazany przez trenera): Rafał Radziszewski

## Grupa B

### Wyniki
| 13 kwietnia 2008 | Chorwacja | 0:4 | Ukraina | Tsukisamu Sapporo Arena |

| Szczegóły      | Szczegóły | Szczegóły       | Szczegóły                                                                                         | Szczegóły                            |
| -------------- | --------- | --------------- | ------------------------------------------------------------------------------------------------- | ------------------------------------ |
| Godzina: 13:00 |           | (0:1, 0:1, 0:2) | 08:42 (EQ) J. Diaczenko 33:48 (PP) D. Cyrul 52:06 (EQ) W. Szachrajczuk 52:27 (EQ) O. Karaulszczuk | Widzów: 593 Sędzia główny: Sean Reid |

| 13 kwietnia 2008 | Estonia | 3:5 | Węgry | Tsukisamu Sapporo Arena |

| Szczegóły      | Szczegóły                                                       | Szczegóły       | Szczegóły                                                                                          | Szczegóły                                  |
| -------------- | --------------------------------------------------------------- | --------------- | -------------------------------------------------------------------------------------------------- | ------------------------------------------ |
| Godzina: 16:30 | M. Ivanov 03:05 (PP) A. Makrov 24:36 (PP) A. Polozov 34:03 (EQ) | (1:2, 2:1, 0:2) | 07:48 (EQ) M. Vas 11:10 (PP) M. Vas 39:04 (EQ) C. Kovács 45:30 (EQ) C. Kovács 51:03 (EQ) D. Fekete | Widzów: 978 Sędzia główny: Paweł Meszyński |

| 13 kwietnia 2008 | Litwa | 0:5 | Japonia | Tsukisamu Sapporo Arena |

| Szczegóły      | Szczegóły | Szczegóły       | Szczegóły                                                                                             | Szczegóły                                 |
| -------------- | --------- | --------------- | --- | ----------------------------------------- |
| Godzina: 20:00 |           | (0:4, 0:0, 0:1) | 04:23 (EQ) Y. Kon 09:09 (PP) M. Nishiwaki 12:55 (PP) S. Sato 18:02 (EQ) D. Mitani 41:28 (PP) R. Kawai | Widzów: 708 Sędzia główny: Nigel Boniface |

| 14 kwietnia 2008 | Ukraina | 3:1 | Estonia | Tsukisamu Sapporo Arena |

| Szczegóły      | Szczegóły                                                          | Szczegóły       | Szczegóły            | Szczegóły                                 |
| -------------- | ------------------------------------------------------------------ | --------------- | -------------------- | ----------------------------------------- |
| Godzina: 13:00 | D. Cyrul 28:58 (EQ) J. Nawarenko 37:39 (SH) R. Salnykow 59:27 (EN) | (0:0, 2:1, 1:0) | 22:15 (PP) A. Makrov | Widzów: 195 Sędzia główny: Nigel Boniface |

| 14 kwietnia 2008 | Węgry | 6:0 | Litwa | Tsukisamu Sapporo Arena |

| Szczegóły      | Szczegóły | Szczegóły       | Szczegóły | Szczegóły                            |
| -------------- | --- | --------------- | --------- | ------------------------------------ |
| Godzina: 16:30 | M. Vas 10:11 (PP) G. Ocskay 11:31 (PP) K. Palkovics 29:22 (PP) C. Kovács 36:31 (PS) G. Ocskay 58:37 (EQ) B. Ladányi 59:31 (PP) | (2:0, 2:0, 2:0) |           | Widzów: 363 Sędzia główny: Sean Reid |

| 14 kwietnia 2008 | Japonia | 3:0 | Chorwacja | Tsukisamu Sapporo Arena |

| Szczegóły      | Szczegóły                                                     | Szczegóły       | Szczegóły | Szczegóły                                    |
| -------------- | ------------------------------------------------------------- | --------------- | --------- | -------------------------------------------- |
| Godzina: 20:00 | D. Mitani 08:34 (PP) D. Obara 41:05 (PP) T. Suzuki 56:24 (PP) | (1:0, 0:0, 2:0) |           | Widzów: 1145 Sędzia główny: Vladimir Baluska |

| 16 kwietnia 2008 | Chorwacja | 2:1 pk. | Estonia | Tsukisamu Sapporo Arena |

| Szczegóły      | Szczegóły                                   | Szczegóły                 | Szczegóły            | Szczegóły                                 |
| -------------- | ------------------------------------------- | ------------------------- | -------------------- | ----------------------------------------- |
| Godzina: 13:00 | M. Lovrenčić 39:01 (PP) M. Novak 65:00 (PS) | (0:1, 1:0, 0:0, 0:0, 1:0) | 13:30 (PP) I. Urušev | Widzów: 153 Sędzia główny: Nigel Boniface |

| 16 kwietnia 2008 | Ukraina | 6:1 | Litwa | Tsukisamu Sapporo Arena |

| Szczegóły      | Szczegóły | Szczegóły       | Szczegóły                  | Szczegóły                                   |
| -------------- | --- | --------------- | -------------------------- | ------------------------------------------- |
| Godzina: 16:30 | W. Szachrajczuk 00:47 (EQ) K. Kasianczuk 08:15 (EQ) A. Sriubko 10:43 (PP) O. Materuchin 16:01 (PS) S. Kłymentjew 29:25 (EQ) R. Salnykow 51:37 (EQ) | (4:0, 1:1, 1:0) | 35:47 (EQ) T. Kumeliauskas | Widzów: 438 Sędzia główny: Vladimir Baluska |

| 16 kwietnia 2008 | Węgry | 4:2 | Japonia | Tsukisamu Sapporo Arena |

| Szczegóły      | Szczegóły                                                                                  | Szczegóły       | Szczegóły                                  | Szczegóły                                   |
| -------------- | ------------------------------------------------------------------------------------------ | --------------- | ------------------------------------------ | ------------------------------------------- |
| Godzina: 20:00 | B. Ladányi 26:45 (EQ) K. Palkovics 27:46 (EQ) G. Ocskay 33:50 (SH) K. Palkovics 59:25 (EN) | (0:0, 3:1, 1:1) | 37:37 (EQ) S. Sato 45:59 (EQ) M. Nishiwaki | Widzów: 1363 Sędzia główny: Paweł Meszyński |

| 18 kwietnia 2008 | Estonia | 1:4 | Litwa | Tsukisamu Sapporo Arena |

| Szczegóły      | Szczegóły            | Szczegóły       | Szczegóły                                                                                   | Szczegóły                                  |
| -------------- | -------------------- | --------------- | ------------------------------------------------------------------------------------------- | ------------------------------------------ |
| Godzina: 13:00 | M. Ivanov 38:00 (PP) | (0:1, 1:1, 0:2) | 18:41 (EQ) M. Kieras 22:00 (PP) D. Lelėnas 44:08 (PP) D. Vaiciukevičius 59:47 (EN) E. Bauba | Widzów: 238 Sędzia główny: Paweł Meszyński |

| 18 kwietnia 2008 | Węgry | 3:0 | Chorwacja | Tsukisamu Sapporo Arena |

| Szczegóły      | Szczegóły                                                             | Szczegóły       | Szczegóły | Szczegóły                                   |
| -------------- | --------------------------------------------------------------------- | --------------- | --------- | ------------------------------------------- |
| Godzina: 16:30 | I. Peterdi 35:01 (EQ) K. Palkovics 46:01 (EQ) K. Palkovics 49:45 (PP) | (0:0, 1:0, 2:0) |           | Widzów: 541 Sędzia główny: Vladimir Baluska |

| 18 kwietnia 2008 | Japonia | 2:3 pk. | Ukraina | Tsukisamu Sapporo Arena |

| Szczegóły      | Szczegóły                                 | Szczegóły                 | Szczegóły                                                           | Szczegóły                             |
| -------------- | ----------------------------------------- | ------------------------- | ------------------------------------------------------------------- | ------------------------------------- |
| Godzina: 20:00 | T. Suzuki 24:59 (EQ) T. Kamino 36:49 (EQ) | (0:0, 2:2, 0:0, 0:0, 0:1) | 20:42 (PP) K. Kasianczuk 39:09 (PP) S. Warłamow 65:00 (PS) D. Cyrul | Widzów: 1879 Sędzia główny: Sean Reid |

| 19 kwietnia 2008 | Litwa | 4:3 | Chorwacja | Tsukisamu Sapporo Arena |

| Szczegóły      | Szczegóły                                                                                    | Szczegóły       | Szczegóły                                                     | Szczegóły                                  |
| -------------- | -------------------------------------------------------------------------------------------- | --------------- | ------------------------------------------------------------- | ------------------------------------------ |
| Godzina: 13:00 | D. Kulevičius 21:13 (PP) M. Kieras 44:10 (PP) D. Kulevičius 45:40 (EQ) D. Lelėnas 58:18 (EQ) | (0:2, 1:0, 3:1) | 14:35 (EQ) T. Čunko 15:20 (EQ) V. Žibret 47:17 (EQ) K. Švigir | Widzów: 989 Sędzia główny: Paweł Meszyński |

| 19 kwietnia 2008 | Japonia | 7:3 | Estonia | Tsukisamu Sapporo Arena |

| Szczegóły      | Szczegóły | Szczegóły       | Szczegóły                                                         | Szczegóły                                    |
| -------------- | --- | --------------- | ----------------------------------------------------------------- | -------------------------------------------- |
| Godzina: 16:30 | T. Saito 02:14 (EQ) A. Keller 03:32 (EQ) D. Obara 06:15 (PP) D. Mitani 11:48 (EQ) D. Mitani 21:01 (PP) T. Saito 41:43 (PP) Y. Kon 44:05 (EQ) | (4:2, 1:0, 2:1) | 00:36 (EQ) M. Ivanov 09:44 (EQ) A. Makrov 48:57 (PP) A. Sibirtsev | Widzów: 2386 Sędzia główny: Vladimir Baluska |

| 19 kwietnia 2008 | Ukraina | 2:4 | Węgry | Tsukisamu Sapporo Arena |

| Szczegóły      | Szczegóły                                      | Szczegóły       | Szczegóły                                                                         | Szczegóły                             |
| -------------- | ---------------------------------------------- | --------------- | --------------------------------------------------------------------------------- | ------------------------------------- |
| Godzina: 20:00 | O. Błahoj 37:04 (EQ) W. Semenczenko 37:47 (EQ) | (0:2, 2:1, 0:1) | 10:27 (EQ) J. Vas 19:32 (PP) K. Palkovics 21:46 (EQ) I. Peterdi 59:19 (SH) M. Vas | Widzów: 2544 Sędzia główny: Sean Reid |

### Tabela
Lp. = lokata, M = liczba rozegranych spotkań, W = Wygrane, WpD = Wygrane po dogrywce lub karnych, PpD = Porażki po dogrywce lub karnych, P = Porażki, G+ = Gole strzelone, G- = Gole stracone, Pkt = Liczba zdobytych punktów
| Lp. | Drużyna   | M | W | WpD | PpD | P | G+ | G- | Pkt |
| --- | --------- | - | - | --- | --- | - | -- | -- | --- |
| 1.  | Węgry     | 5 | 5 | 0   | 0   | 0 | 22 | 7  | 15  |
| 2.  | Ukraina   | 5 | 3 | 1   | 0   | 1 | 18 | 8  | 11  |
| 3.  | Japonia   | 5 | 3 | 0   | 1   | 1 | 19 | 10 | 10  |
| 4.  | Litwa     | 5 | 2 | 0   | 0   | 3 | 9  | 21 | 6   |
| 5.  | Chorwacja | 5 | 0 | 1   | 0   | 4 | 5  | 15 | 2   |
| 6.  | Estonia   | 5 | 0 | 0   | 1   | 4 | 9  | 21 | 1   |

### Statystyki
| Lp. | Zawodnik            | Mecze | Gole | Strzały |
| --- | ------------------- | ----- | ---- | ------- |
| 1.  | Krisztián Palkovics | 5     | 6    | 25      |
| 2.  | Darcy Mitani        | 5     | 4    | 11      |
| 2.  | Márton Vas          | 5     | 4    | 15      |
| 4.  | Maksim Ivanov       | 5     | 3    | 12      |
| 4.  | Csaba Kovács        | 5     | 3    | 16      |

| Lp. | Zawodnik              | Asysty |
| --- | --------------------- | ------ |
| 1.  | Balázs Ladányi        | 7      |
| 2.  | Aaron Keller          | 5      |
| 3.  | Kostiantyn Kasianczuk | 4      |
| 3.  | Serhij Kłymentjew     | 4      |
| 3.  | Aleksandr Petrov      | 4      |

| Lp. | Zawodnik            | Mecze | Gole | Asysty | Punkty |
| --- | ------------------- | ----- | ---- | ------ | ------ |
| 1.  | Balázs Ladányi      | 5     | 2    | 7      | 9      |
| 2.  | Krisztián Palkovics | 5     | 6    | 2      | 8      |
| 3.  | Darcy Mitani        | 5     | 4    | 2      | 6      |
| 3.  | Márton Vas          | 5     | 4    | 2      | 6      |
| 5.  | Dmytro Cyrul        | 5     | 3    | 3      | 6      |

| Lp. | Zawodnik          | Punkty |
| --- | ----------------- | ------ |
| 1.  | Tamás Sille       | +7     |
| 2.  | Balázs Ladányi    | +6     |
| 3.  | Márton Vas        | +6     |
| 4.  | Aaron Keller      | +5     |
| 5.  | Serhij Kłymentjew | +5     |

| Lp. | Zawodnik        | Mecze | Kary |
| --- | --------------- | ----- | ---- |
| 1.  | Serhij Warłamow | 5     | 70   |
| 2.  | Michael Novak   | 5     | 33   |
| 3.  | Takahito Suzuki | 5     | 24   |
| 4.  | Andrei Makrov   | 5     | 22   |
| 5.  | Martynas Šlikas | 5     | 16   |

| Lp. | Zawodnik             | GAA  | Obrona |
| --- | -------------------- | ---- | ------ |
| 1.  | Levente Szuper       | 1.75 | 93.97% |
| 2.  | Ihor Karpenko        | 1.72 | 93.40% |
| 3.  | Masahito Haruna      | 1.96 | 92.68% |
| 4.  | Vanja Belić          | 2.95 | 92.23% |
| 5.  | Nerijus Dauksevičius | 3.75 | 89.51% |